# Sonderkommando Elbe
Спеціальне командування «Ельба» (нім. Sonderkommando Elbe) — спеціалізований оперативний підрозділ Люфтваффе за часів Другої світової війни, призначений для збиття важких бомбардувальників шляхом повітряного тарану.
Єдина місія відбулася 7 квітня 1945 року, коли група з 180 Bf 109 зуміла таранити 15 бомбардувальників союзників, збивши вісім з них.
Оперативна група була створена для того, щоб завдати втрат, достатніх для зупинки або принаймні зменшення бомбардувань Німеччини західними союзниками. Пілоти повинні були десантуватися з парашутами безпосередньо перед або після зіткнення з ціллю.

## Історія
Спеціальне командування «Ельба» сформовано 8 березня 1945 року в Штендалі під командуванням майора Отто Кеннеке для навчання приблизно 125 добровольців-пілотів-винищувачів тактиці таранного бою з використанням винищувачів Bf 109. Ще близько 60 добровольців-пілотів пройшли навчання в Празі під керівництвом командира II./KG(J) 6. Всі добровольці погодилися пожертвувати своїм життям, виконуючи свій обов'язок, якщо це буде необхідно. Навчання, яке складалося здебільшого з аудиторних занять та політичних промов посадовців СС та Міністерства пропаганди, розпочалося через тиждень і завершилося 4 квітня. Пілоти-добровольці прибули переважно з підрозділів Jagdgeschwader 1, 3, 300, 400, 102, 104 та Erg.JG 1. Після завершення курсу їх розділили на п'ять груп і відправили на аеродроми в Делічі, Мертіці, Гарделегені та Захау, тоді як близько 50 залишилися в Штендалі.
7 квітня 1945 року підрозділ провів першу і єдину операцію, яка мала за мету протидіяти рейду 1261 важкого бомбардувальника та 830 винищувачів супроводу 8-ї повітряної армії США, що базувалася в Англії. Це була одна з найбільших місій, виконаних пілотами 8-ї американської армії, і це була остання масована відповідь винищувачів Люфтваффе. Цілями були аеродроми, сортувальні станції, склади палива та боєприпасів та пов'язана з ними інфраструктура в північно-центральній Німеччині. З приблизно 120 таранних винищувачів (нім. Rammjäger), що злетіли, близько 70 перехопили бомбардувальники між Ганновером і Гамбургом на початку дня. 8-ма армія втратила 17 важких літаків, 8 з яких загинули внаслідок таранних атак, і 5 винищувачів супроводу, але Люфтваффе втратило майже 40 винищувачів, що належали командуванню «Ельба». Кілька днів по тому командування було розформовано, а пілотів, що вижили, було відправлено до Покінга в Південній Німеччині.
Більшість авторів погоджуються з цією версією, хоча цифри оцінки результатів застосування командування «Ельба» різняться. За словами Гірбіга, 183 Bf 109 та Fw 190 піднялися в повітря для бою 7 квітня, але більшість інших даних наводять близько 120. Гірбіг також не погоджується з втратами, стверджуючи, що було втрачено 133 винищувачі та 77 пілотів, про яких повідомлялося, що вони загинули або зникли безвісти, ймовірно, всі або більшість з них були із спеціального командування «Ельба». Альфред Прайс, з іншого боку, стверджує, що до третього тижня березня 1945 року у командуванні «Ельба» було три групи по 45 пілотів кожна та загалом 150 Bf 109. З них близько 120 Bf 109 піднялися в повітря 7 квітня для перехоплення, але лише трохи менше 59 з них було збито винищувачами ескорту P-51 та бомбардувальниками 8-ї повітряної авіації.